# 알렘 다 일루상
《알렘 다 일루상》(포르투갈어: Além da Ilusão)는 2022년 방영된 브라질의 텔레노벨라이다.